# Período cálido medieval
| Etapas del Holoceno     | Inicio, en años |
| Aumento de temperatura  | 10.000 a. C.    |
| Máximo del Holoceno     | 6000 a. C.      |
| Enfriamiento            | 2500 a. C.      |
| Período cálido medieval | 900 d. C.       |
| Pequeña Edad de Hielo   | 1300 d. C.      |
| Calentamiento global    | 1850 d. C.      |

El período cálido medieval u óptimo climático medieval fue un periodo de clima extraordinariamente caluroso que algunos expertos opinan que ocurrió solo en la región del Atlántico norte y que duró desde el siglo X hasta el siglo XIV, momento en el que disminuyó la temperatura global (Pequeña Edad de Hielo). Si bien se sostiene por parte de muchos que no se ha alcanzado una conclusión definitiva sobre la existencia de este período fuera de aquella región, algunos datos a nivel global sí reflejan cambios significativos.
El óptimo climático medieval se cita a menudo en las discusiones del calentamiento global y el efecto invernadero. Algunos se refieren al suceso como «anomalía climática medieval»; este término enfático revela de otra manera que la temperatura fue el parámetro más importante.

Reconstrucción de la temperatura en los últimos 2000 años. Se observa el Óptimo Climático Medieval, la Pequeña Edad de Hielo y el Calentamiento global actual.

## La investigación inicial
El período cálido medieval fue un periodo extraordinariamente caluroso alrededor de 900-1300  d. C., durante el Medievo europeo. La investigación inicial del Óptimo Climático Medieval y de la posterior Pequeña Edad de Hielo se realizó principalmente en Europa, donde el fenómeno fue muy obvio y claramente documentado. 
Inicialmente se creyó que los cambios de temperatura eran globales. Sin embargo, esta visión se ha cuestionado; el informe del IPCC en 2001 se resume diciendo: «(…) la evidencia actual no apoya períodos globalmente sincronizados de frío anómalo o calor moderado, y los términos Pequeña Edad de Hielo y Óptimo Climático Medieval parecen tener una limitada utilidad como descripción de tendencias de cambios en la temperatura media global o de hemisferios en siglos pasados». Los registros de temperaturas globales obtenidos a partir de bloques de hielo, anillos de árboles y depósitos lacustres demuestran que, globalmente, la Tierra puede haber tenido una temperatura ligeramente más fría (unos 0,03 grados Celsius) durante el Periodo Cálido Medieval que a principio y mitad del siglo XX. Crowley y Lowery observan que «no hay documentación suficiente de su existencia en el hemisferio austral».
Los paleoclimatólogos, que desarrollan reconstrucciones regionales del clima en siglos anteriores, etiquetan el intervalo más frío como Pequeña Edad de Hielo y el intervalo más caluroso como el Óptimo Climático Medieval. Otros siguen la convención, y cuando un suceso significativo del clima se encuentra en los periodos de la Pequeña Edad de Hielo o del «óptimo climático medieval», asocian sus eventos al período. Algunos sucesos del Óptimo Climático Medieval son eventos lluviosos o eventos fríos en lugar de los eventos estrictamente calurosos, particularmente en la región Antártica central, donde se han observado patrones climáticos opuestos a los del Atlántico Norte. 
El período cálido medieval coincide parcialmente con el máximo en la actividad del Sol (ver variación solar), denominado Máximo Medieval (1100-1250).

## Los sucesos climáticos más significativos

### Atlántico norte y las regiones norteamericanas
Durante el Óptimo Climático Medieval el cultivo de la uva y la producción de vino crecieron tanto en el norte de Europa como en el sur de Gran Bretaña. Los vikingos se aprovecharon de la desaparición del hielo en los mares para colonizar Groenlandia y otras tierras periféricas del norte canadiense. El Óptimo Climático Medieval fue seguido por la Pequeña Edad de Hielo, un período más frío que duró hasta el siglo XIX.
En la bahía de Chesapeake, Maryland, los investigadores encontraron altas temperaturas durante el Óptimo Climático Medieval (entre 800-1300) y la Pequeña Edad de Hielo (sobre 1400-1850), posiblemente relacionadas con los cambios en la fuerza de la circulación termosalina en el Atlántico Norte. Los sedimentos demuestran que el pantano de Piermont, el más bajo del Valle de Hudson, se muestra seco en este período del Óptimo Climático Medieval de 800-1300 d. C. Las prolongadas sequías afectaron muchas partes del occidente de Estados Unidos y especialmente la parte oriental de California y el occidente de la Great Basin. En Alaska los tres intervalos de tiempo experimentados de calor moderado comparable son: 1-300, 850-1200, y posteriormente 1800 d. C.
La datación mediante radiocarbono en el mar de los Sargazos muestra que la temperatura en la superficie del mar era aproximadamente 1 °C menos que hoy hace aproximadamente 400 años (la Pequeña Edad de Hielo) y hace 1700 años, y aproximadamente 1 °C más caluroso que hoy hace 1000 años (durante el Óptimo Climático Medieval).

### Otras regiones
El clima en el este ecuatorial de África ha ido alternándose entre la sequedad de hoy en día, y algo relativamente más húmedo. El clima más seco tuvo lugar durante el Óptimo Climático Medieval, entre el 1000 y 1270 d. C.
Una perforación de hielo al este de Bransfield Basin, en la Península Antártica, identifica claramente los sucesos de la Pequeña Edad de Hielo y el Óptimo Climático Medieval. La perforación muestra un período claramente frío sobre el año 1000–1100, ilustrando el hecho de que durante el "Óptimo Climático Medieval" global había, regionalmente, períodos de calor moderado e incluso de frío. 
Los corales tropicales del océano Pacífico sugieren que las condiciones relativamente frías y secas pueden persistir con la configuración del fenómeno de El Niño y de La Niña. Aunque hay una escasez extrema de datos de Australia (sobre el Óptimo Climático Medieval y la Pequeña Edad de Hielo) existe evidencia en los sedimentos del lago Eyre de que durante los siglos noveno y décimo este permaneció lleno aunque con variaciones en su nivel. 
La investigación de los sedimentos en el lago Nakatsuna realizada por Adhikari y Kumon en 2001 en el centro de Japón ha verificado la existencia allí del Óptimo Climático Medieval y la Pequeña Edad de Hielo.
Las temperaturas obtenidas a partir del perfil 18O/16O extraído de una estalagmita de una cueva de Nueva Zelanda (40.67°S, 172.43°E) sugieren que el Período Medieval Cálido ocurrió entre 1050 y 1400, y que fue 0,75 °C más cálido que el Período Cálido Actual. También se han hallado evidencias del Período Medieval Cálido en los anillos de un árbol de unos 1100 años.